# Kingdom (singel)
Kingdom – singel wokalisty Depeche Mode, Davida Gahana, wydany 28 sierpnia 2007 w Ameryce Północnej i 8 października 2007 w Europie, przez Mute promujący drugi solowy album muzyka pt. Hourglass. Autorem tekstu jest sam Gahan, Andrew Phillpott i Christian Eigner.

## European CD single

### (CD MUTE 393)
1. „Kingdom” (Single version) – 3:33
2. „Tomorrow" – 5:14

## Enhanced European CD single

### (LCD MUTE 393)
1. „Kingdom” (Single version) – 3:33
2. „Kingdom” (Digitalism remix) – 5:36
3. „Kingdom” (Booka Shade club mix) – 7:39
4. „Kingdom” (K10K extended mix) – 6:36
5. „Kingdom” (music video)

## European 7” picture disc

### (MUTE 393)
1. „Kingdom” (Single version) – 3:33
2. „Tomorrow" – 5:14

## European 12” single

### (12 MUTE 393)
1. „Kingdom” (Digitalism remix) – 5:36
2. „Kingdom” (Digitalism dub)
3. „Kingdom” (Booka Shade club mix) – 7:39
4. „Kingdom” (Booka Shade dub mix)

### Digital download single
1. „Kingdom” (Single version) – 3:33

1. „Kingdom” (Studio session) - 4:50

### Digital EP
1. „Kingdom” (Single version) – 3:33
2. „Kingdom” (Digitalism remix) – 5:36
3. „Kingdom” (Booka Shade club mix) – 7:39
4. „Kingdom” (K10K extended mix) – 6:36

## Pozycje
| Notowanie (2007)         | Nr pozycji |
| ------------------------ | ---------- |
| Austrian Singles Chart   | 41         |
| German Singles Chart     | 10         |
| Greek Singles Chart      | 18         |
| Italian Singles Chart    | 4          |
| Spanish Singles Chart    | 1          |
| Swedish Singles Chart    | 37         |
| UK Singles Chart         | 44         |
| U.S. Hot Dance Club Play | 1          |